# Blandine Dancette
Blandine Dancette (født 14. februar 1988 i Frankrig) er en tidligere fransk håndboldspiller, der repræsenterede Frankrigs kvindehåndboldlandshold. Hun deltog ved VM i håndbold 2011 i Brasilien. og til Sommer-OL 2016.
Hun var med til at vinde OL-guld for Frankrig ved Sommer-OL 2020 i Tokyo, efter finalesejr over Rusland med cifrene 30-25.